# Zwartwit knoopvlekje
Het zwartwit knoopvlekje (Eucosma campoliliana) is een vlinder uit de familie Tortricidae, de bladrollers. De spanwijdte van de vlinder bedraagt tussen de 13 en 18 millimeter. De soort overwintert als rups.

## Waardplant
Het zwartwit knoopvlekje heeft jacobskruiskruid als waardplant.

## Voorkomen in Nederland en België
Het zwartwit knoopvlekje is in Nederland en België een vrij algemene soort, die verspreid over het hele gebied kan worden gezien. De soort vliegt van juni tot augustus.